# Bohemia (pomme)
Pour les articles homonymes, voir Bohemia.
Bohemia est un cultivar de pommier domestique créé en Russie en 1912.

## Description
- Utilisation : pomme à couteau
- Peau : rouge
- Chair : jaune
- Calibre : moyen

succulente.

## Origine
1912, Michurinsk, Russie

## Parenté
Croisement de Lord Lambourne x Golden Delicious.
Descendant
- Rozela = Vanda x Bohemia

## Pollinisation
Groupe de pollinisation : C
pollinisateurs : Alkmène, Discovery, Ontario, etc.

## Culture
- Maturité : fin octobre
- Conservation : jusque janvier